# Leben.Lieben.Leipzig
Leben.Lieben.Leipzig ist eine deutsche Reality-Seifenoper des Fernsehsenders RTL II. Die Serie ist nach Köln 50667 der zweite Ableger der Soap Berlin – Tag & Nacht.
Die Folgen spielen in Leipzig. Die Erstausstrahlung fand am 12. November 2018 um 20:15 Uhr statt. Die weiteren Folgen wurden danach bis 30. November von Montag bis Freitag um 17:00 Uhr bei RTL 2 ausgestrahlt. Produziert wurde die Serie von der Produktionsfirma Filmpool. Die Serie wurde um die Rolle der Yvonne Voss (gespielt von Janine Meißner) konzipiert. Im April 2019 wurde bekannt, dass man die Serie vorerst nicht fortsetzen wird.
Die Seifenoper zeigt das hippe Lebensgefühl von jungen Erwachsenen. Die Folgen erzählen Geschichten rund um den turbulenten Alltag junger Menschen. Der ursprüngliche angedachte Titel der Serie lautete Princess of Leipzig.
Wie bei Köln 50667 und Berlin – Tag & Nacht sind Handlung und Charaktere frei erfunden. Die Rollen sind überwiegend durch Laiendarsteller besetzt.

## Handlung
Yvonne Voss, bekannt aus Köln 50667, ist von Köln nach Leipzig in eine WG gezogen. Neben ihr leben dort ihre besten Freundinnen Janette und Gina sowie ihr bester Freund Jeremy. Yvonne arbeitet im hippen Imbiss Fritty in Pink. Außerdem würde sie gerne das Werbegesicht der Disco Club L1 werden. Ein zweiter Handlungsstrang handelt von Dennis Nowotny, der nach einem Auslandseinsatz der Bundeswehr in Mali nach Leipzig zurückkehrt und dort die gemeinsame Go-Go-Bar, die er zusammen mit seinem Bruder Rico besitzt, in finanziellen Schwierigkeiten vorfindet. Zudem hat sein Bruder sich mit Janette verlobt, auf die er ebenfalls ein Auge geworfen hatte.

## Hauptfiguren

### Yvonne Voss
Yvonne arbeitet zusammen mit ihrer besten Freundin Gina in einem Imbisswagen.

### Rico Nowotny
Rico ist Janettes Verlobter und der Bruder von Dennis und Stella. Zusammen mit seinem Bruder Dennis betreibt er eine Go-Go-Bar. Er schuldet Tyler 40.000 Euro, nachdem er beim Spielen sein Geld verloren hat.

### Dennis Nowotny
Dennis war ein Jahr in Mali bei der Bundeswehr und kommt zusammen mit Spike zurück. Dennis ist der Bruder von Rico und Stella. Zusammen mit seinem Bruder betreibt er eine Go-Go-Bar. Er ist heimlich in die Verlobte seines Bruders verliebt.

### Janette Winkler
Janette ist die Verlobte von Rico. Sie ist Türsteherin im Club L1.

### Olaf „Spike“ Schuster
Spike kam zusammen mit Dennis nach Leipzig, um dort ein neues Leben anzufangen.

### Stella Nowotny
Stella ist die Schwester von Rico und Dennis. Sie hat eine Ausbildung beim Bund angefangen.

### Jeremy Scholz
Jeremy ist der beste Freund von Yvonne und Gina und lebt mit ihnen zusammen in einer WG.

### Gina Seidel
Gina ist die beste Freundin von Yvonne. Sie besitzt einen Imbiss, in dem sie zusammen mit Yvonne arbeitet.

### Angie Dombrowski
Angie ist auch eine gute Freundin von Yvonne. Sie ist Arzthelferin bei einem Schönheitschirurgen. Sieht nach eigenem Dafürhalten aus wie Meghan Markle.

### Tyler Henrichs
Tyler ist der Freund von Natascha.

### Dustin
Dustin ist ein Soldat in der Grundausbildung.

## Besetzung

### Aktuelle Hauptdarsteller
Sortiert nach der Reihenfolge des Einstiegs.
| Darsteller               | Rollenname            | Episoden | Zeitraum | Bemerkungen |
| ------------------------ | --------------------- | -------- | -------- | --- |
| Janine Meißner           | Yvonne Voss           | 1–15     | 2018     | Pommes-Verkäuferin Exfrau von Jack; Exfreundin von Bruno, Exaffäre von Kevin                                                                   |
| Armin Schmidt            | Rico Nowotny          | 1–15     | 2018     | Teilhaber einer GoGo-Bar Exverlobter von Janette, Sohn von Sylvia, Halbbruder von Dennis und Stella                                            |
| Dario Kolodicyk          | Dennis Nowotny        | 1–15     | 2018     | Teilhaber einer GoGo-Bar Freund von Janette, Exaffäre von Mandy, One-Night-Stand von Natascha, Sohn von Sylvia, Halbbruder von Rico und Stella |
| Sabrina Sellaoui         | Janette Winkler       | 1–15     | 2018     | Türsteherin im Club L1 Freundin von Dennis, Exverlobte von Rico                                                                                |
| Tim Rüd                  | Olaf „Spike“ Schuster | 1–15     | 2018     | Affäre von Gina |
| Katharina Kock           | Stella Nowotny        | 1–15     | 2018     | Soldatin in der Grundausbildung One-Night-Stand von Dustin, Tochter von Sylvia, Halbschwester von Rico und Dennis                              |
| Christian Stieber        | Jeremy Scholz         | 1–15     | 2018     | Mitbewohner von Janette, Gina und Yvonne Bester Freund von Janette, Partylöwe und täglich mit Gina und Yvonne im Club L1                       |
| Alexandra Maria Georgiev | Gina Seidel           | 1–15     | 2018     | Miteigentümerin des Imbisswagens Affäre von Spike, beste Freundin von Yvonne                                                                   |
| Rebecca Heyn             | Angie Dombrowski      | 1–15     | 2018     | Arzthelferin eines Schönheitschirurgen |
| Maximilian Müller        | Tyler Henrichs        | 1–15     | 2018     | Exfreund von Natascha |
| Jörn Lehmann             | Dustin                | 1–15     | 2018     | Soldat in der Grundausbildung One-Night-Stand von Stella                                                                                       |

### Nebendarsteller
| Darsteller      | Figur          | Episoden | Beschreibung                                               |
| --------------- | -------------- | -------- | ---------------------------------------------------------- |
| Stefanie Martin | Natascha       | 1–15     | Exfreundin von Tyler, One-Night-Stand von Dennis           |
| Karim Mansour   | Luca           | 1–15     | Eventmanager im Club L1                                    |
| Theresa Noski   | Vivian „Vivi“  | 1–15     | Soldatin in der Grundausbildung, Beste Freundin von Stella |
|                 | Sylvia Nowotny | 1–15     | Mutter von Dennis, Rico und Stella, Tante von Kevin        |
| Monika Bogdanik | Mandy Tripto   | 2–15     | Exaffäre von Dennis, Auszubildende im Bund                 |

### Prominente Gastdarsteller
- Danny Liedtke und Jasmina Huremović bekannt aus Köln 50667 (Kevin und Dana) hatten einen Gastauftritt (seit Folge 1).

## Produktion
Die Serie wurde beginnend im März 2018 innerhalb von fünf Wochen an Originalschauplätzen in Leipzig gedreht. Wie bei dem Format üblich erhalten die Schauspieler zwar ein Drehbuch, jedoch wird in diesem meist nur eine grobe Richtung vorgegeben, der Rest wird von den Darstellern improvisiert. So soll ein natürlicher Effekt entstehen. Produziert wird die Serie von filmpool.

## Episodenliste
| Folge | Titel                                        | Erstausstrahlung  |
| 1     | Die Heimkehr                                 | 12. November 2018 |
| 2     | Soldatenrituale                              | 13. November 2018 |
| 3     | Die große Blamage                            | 14. November 2018 |
| 4     | Du sollst nicht begehren deines Bruders Weib | 15. November 2018 |
| 5     | Brüder teilen nicht alles                    | 16. November 2018 |
| 6     | Die Schuld und die Schulden                  | 19. November 2018 |
| 7     | Der Pakt mit dem Teufel                      | 20. November 2018 |
| 8     | Vergib mir Bruder, denn ich habe gesündigt   | 21. November 2018 |
| 9     | Der Überfall                                 | 22. November 2018 |
| 10    | Die Versuchung                               | 23. November 2018 |
| 11    | Wer hat hier den Längsten?                   | 24. November 2018 |
| 12    | Brüder und Väter                             | 27. November 2018 |
| 13    | Streit um das Kind                           | 28. November 2018 |
| 14    | Festival der Liebe                           | 29. November 2018 |
| 15    | Die Hochzeit                                 | 30. November 2018 |

## Ausstrahlung
Die erste Folge der Serie wurde am Montag, den 12. November 2018 um 20:15 Uhr auf RTL II ausgestrahlt. Danach werden die ersten 15 Folgen von Montag bis Freitag um 17:10 Uhr ausgestrahlt. Damit befindet sich die Serie auf dem alten Sendeplatz von Krass Schule – Die jungen Lehrer, deren 2. Staffel nun abgeschlossen ist.

## Einschaltquoten Staffel 1
Nach einem enttäuschenden Start stabilisierten sich die Einschaltquoten und lagen zu Beginn der finalen dritten Woche der ersten Staffel bei über 6 % Marktanteil bei der werberelevanten Zielgruppe der 14- bis 49-Jährigen und lag damit über dem Senderschnitt. In der abschließenden dritten Woche konnte an einem Tag mit 14,7 Prozent bei der werberelevanten Zielgruppe der Spitzenwert erzielt werden.